# Дедушка (пьеса)
«Дедушка» — драма в стихах Владимира Набокова, относящаяся к русскому периоду его творчества. Была написана и опубликована (под именем В. Сирина) в 1923 году.

## Сюжет
Действие пьесы происходит во Франции в начале XIX века. На крестьянской ферме находит приют путник — дворянин, скитающийся уже 25 лет после того, как во время революции чудом избежал гильотины. Безумный старик, живущий на той же ферме, оказывается палачом, который должен был отрубить этому человеку голову. Узнав, кто перед ним, «дедушка» бросается на путника с топором, но погибает сам.

## Создание и оценки
«Дедушка» был написан к 30 июня 1923 года. 14 октября того же года драма была опубликована в русской эмигрантской газете «Руль», выходившей в Берлине. При жизни Набокова она не переиздавалась, как и все остальные его пьесы.
Биограф писателя Брайан Бойд характеризует «Дедушку» как драму «изобретательную, колоритную, сочетающую в белых стихах естественность речи и поэтические порывы», но интересную «скорее своими недостатками, чем достоинствами»: подготовка к ключевому сюжетному повороту в этом произведении выглядит весьма неуклюже, и можно понять, «насколько зрелый Набоков преуспел в искусстве повествовательной преамбулы».